# آناتومی گری (مجموعه تلویزیونی)
آناتومی گری (به انگلیسی: Grey's Anatomy) یک مجموعه تلویزیونی آمریکایی در ژانر درام پزشکی است که از ۲۷ مارس ۲۰۰۵ توسط شبکه ABC آمریکا پخش می‌شود. داستان اصلی این مجموعه تلویزیونی پیرامون زندگی چند دانشجوی پزشکی است که برای ادامه تحصیل و کسب تخصص جراحی به بیمارستان گریس شهر سیاتل، واشینگتن ایالت واشینگتن آمریکا (به انگلیسی: Seattle Grace Hospital) وارد می‌شوند. شخصیت اصلی داستان که در ضمن راوی داستان نیز هست، دختری به نام مردیت گری است.

این سریال در سال ۲۰۰۶ برنده جایزه گلدن گلوب برای بهترین سریال درام شد. هم‌چنین دو بار در سال‌های ۲۰۰۶ و ۲۰۰۷ برندهٔ جایزه بهترین سریال درام از جشنواره امی شده‌است. این سریال در ایران با زیرنویس فارسی از شبکه ام بی سی پرشیا.

## تولید

پوستر تبلیغاتی

عنوان سریال به تناسب نام این شخصیت انتخاب شده، اگر چه شباهت ظریفی با عنوان کتاب آناتومی گری نوشتهٔ هنری گری (منبع مشهور علم آناتومی) دارد. پس از شروع پخش این سریال، اعلام شد که نام اصلی آن تغییر خواهد کرد، ولی این اتفاق تاکنون رخ نداده‌است.

در سه فصل اول مجموعه تلویزیونی، رابطه‌های عاطفی مختلفی بین شخصیت‌های سریال و به‌طور خاص بین استادها و دانشجویان پیش آمد. در پایان فصل سوم، مردیت گری و دوستانش در امتحان جامع پایان دوره انترنی (کارورزی) شرکت کردند تا در صورت قبولی رزیدنت (دستیار) جراحی عمومی بشوند. در فصل چهارم این مجموعه به دلیل اعتصاب فیلم نامه نویسان در میانه نیمه کاره رها شد؛ این فصل به نوعی بدترین فصل این سریال از نظر تعداد بینندگان با ۱۵٫۹ میلیون نفر بیننده در رده هشتم است.

در نظر سنجی که مؤسسه «نلسون مدیا ریسرچ» در سال ۲۰۱۰ انجام داد این سریال به عنوان پربیننده‌ترین سریال تلویزیونی آمریکا انتخاب شد.

### درمانگاه خصوصی
در سپتامبر ۲۰۰۷ پخش مجموعه تلویزیونی مرتبط دیگری به نام درمانگاه خصوصی (به انگلیسی: Private Practice) که توسط تیم مشترکی ساخته می‌شود آغاز شد. داستان این مجموعه تلویزیونی در واقع دنباله یکی از چند داستانی است که در مجموعه تلویزیونی آناتومی‌گری به آن پرداخته شده بود. بخشی از شخصیت‌های مجموعه تلویزیونی درمانگاه خصوصی، قبلاً در مجموعه تلویزیونی آناتومی‌گری معرفی شده بودند. شخصیت اصلی این مجموعه تلویزیونی، خانم دکتر آدیسون مونتگمری است که متخصص زنان و زایمان است. این شخصیت (و بازیگر آن) در سه فصل اول آناتومی‌گری نقشی با اهمیت داشتند، اما در پایان فصل سوم آناتومی گری، به واسطه اتفاق‌هایی آدیسون مونتگمری تصمیم می‌گیرد از سیاتل به لس‌آنجلس برود و در یک درمانگاه خصوصی که توسط دوستانش اداره می‌شود کار کند؛ همین موضوع آغازگر مجموعه تلویزیونی درمانگاه خصوصی می‌شود.

## بازیگران و فصل‌ها

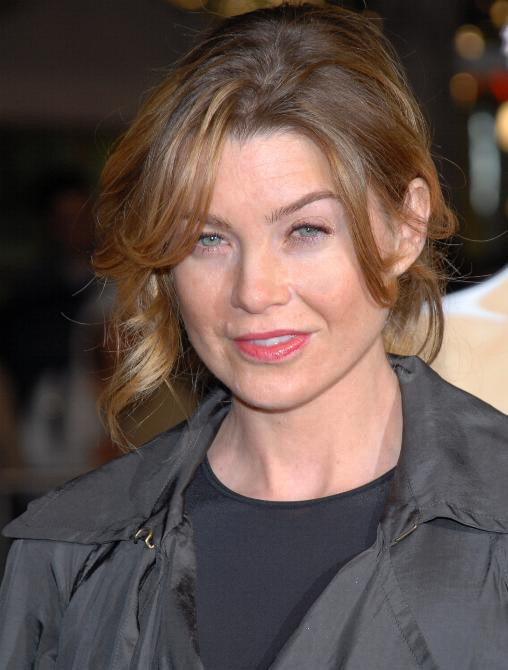
یکی از بازگران اصلی فیلم

این مجموعه بر روی زندگی کارآموزان پزشکی، رزیدنت‌های جراحی و پزشکان گوناگون تمرکز دارد. تولیدکنندگان این مجموعه سعی کرده‌اند که بازیگران از نظر نژادی مختلف باشند و تلاش کردند تا هیچ‌کدام از نظر نژادی برتر نشان داده نشوند. پنج شخصیتی که ابتدا به عنوان انترن معرفی می‌شوند عبارتند از: مردیت گری (الن پامپئو)، الکس کارو (جاستین چمبرز)، جورج اومالی (تی آر نایت)، ایزی استیونس (کاترین هیگل) و کریستینا یانگ (ساندرا اوه). ابتدا میراندا بیلی (چاندرا ویلسون) که یک جراح عمومی است سرپرست آن‌هاست. سرپرست کل بخش جراحی ریچارد وبر (جیمز پیکنز جی آر) است که زمانیکه مردیت خردسال بوده با مادرش رابطه داشته‌است. به همین دلیل مشکلاتی با مردیت دارد. درک شپرد (پاتریک دمپسی) و پرستون برک (ایسایا واشینگتن) نیز جراحان تخصصی این بخش هستند. دکتر شپرد در جراحی مغز و اعصاب تخصص دارد و دکتر برک در جراحی قلب. همچنین شپرد روابط عاشقانه‌ای با مردیت دارد و دکتر برک نیز با کریستینا رابطه دارد.

### فصل یکم
فصل یکم این سریال حول ورود انترن‌ها به بیمارستان و آشنایی آنان با یکدیگر و قوانین بیمارستان است.

### فصل دوم
در ابتدای فصل دوم سریال، آدیسون مونتگمری (کیت والش)، مارک اسلون (اریک دانی) و کالی تورس (سارا رامیرز) که به ترتیب پزشک زنان و زایمان، جراح پلاستیک و جراح ارتوپد هستند به این تیم اضافه می‌شوند. بعدها آدیسون مونتگومری این بیمارستان را ترک می‌کند که خود سرآغاز سریال درمانگاه خصوصی می‌باشد.

### فصل سوم
در فصل سوم، مادر مردیت به صورت ناگهانی فوت می‌کند و پرستون برک نیز کریستینا را ترک می‌کند. در ادامه جورج و کارلی تورس باهم ازدواج می‌کنند اما پس از مدتی جورج به سبب خوردن مشروب بیش از اندازه با ایزی به کارلی خیانت کرده و با ایزی رابطهٔ جنسی برقرار می‌کند و وارد رابطه‌ای عاطفی با ایزابل استیونس می‌شود.

### فصل چهارم
در فصل چهارم لکسی گری (چیلر لای) به عنوان خواهر ناتنی و کوچک‌تر مردیت که رزیدنت جراحی نیز هست، معرفی می‌شود. اریکا هان (بروک اسمیت) که یک جراح قلب است به این بیمارستان می‌آید و روابط عاشقانه‌ای با کالی تورس برقرار می‌کند. او در پایان فصل چهارم از این بیمارستان می‌رود. در فصل پنجم اووهانت (کوین مک‌کید) و آریزونا رابینس (جسیکا کاپشو) که به بیمارستان می‌آیند.

### فصل پنجم
جورج اومالی در پایان فصل پنجم می‌میرد و ایزی استیونس به تومور مغزی مبتلا می‌شود.
از این رو تدی آلتمن (کیم راور) به عنوان جراح قلب به تیم اضافه می‌شود.

### فصل ششم
در این فصل جورج اومالی حضور ندارد و رزیدنت‌های بیشتری به مجموعه به علت ادغام بیمارستانشان با بیمارستان مرسی وست افزوده می‌شوند.
این فصل بیشتر بر مرگ جورج اومالی، ترقی تورس و بیلی در میان جراحان، اعتیاد به الکل وبر، ادغام با بیمارستان مرسی وست، برهم خوردن ازدواج آلکس و ایزی و خروج ایزی از سریال و ریاست موقت دکتر شپرد تمرکز دارد. فصل زمانی بسته می‌شود که همسر عزادار یکی از بیماران اقدام به شلیک گلوله به دکترها هنگامی که دنبال اهداف خود یعنی لکسی، شپرد و وبر می‌گردد، می‌کند. پایان فصل با ستیز شپرد و آلکس برای زندگیشان پس از شلیک می‌باشد.

### فصل هفتم
آغاز فصل هفتم به شدت تحت تأثیر حادثهٔ تیراندازی است. کریستینا تصمیم می‌گیرد پزشکی را کنار بگذارد زیرا از آن حادثه صدمات روحی شدیدی خورده. در این فصل کریستینا و اوون باهم عروسی می‌کنند. مردیت با دستکاری در تحقیقات دکتر شپرد زمینه را برای دستیابی همسر دکتر وبر به داروی آزمایشی درمان آلزایمر فراهم می‌کند. اما الکس کارو یک شب که مست است همه چیز را لو می‌دهد. نام شپرد به لیست سیاه اِف‌دی‌اِی می‌رود. در این فصل آریزونا رابینز و کالی تورس باهم عروسی می‌کنند. در این فصل کالی تورس صاحب یک دختر به نام سوفیا می‌شود؛ و همچنین درک و مردیت یک کودک آفریقایی به نام زولا را به فرزندخواندگی می‌پذیرند. گفتنی است که در این فصل ریاست بیمارستان سیاتل گریز مرسی وست به دلیل استعفای دکتر شپرد از ریاست، به دکتر ریچارد وبر بازمی‌گردد.

### فصل هشتم
فصل هشتم حول رابطهٔ بد مردیت و شپرد به دلیل دستکاری مردیت در تحقیقات دکتر شپرد آغاز می‌شود. ابتدا مردیت توسط دکتر وبر اخراج می‌شود اما بعدها دوباره بازمی‌گردد. در این فصل دکتر وبر از ریاست کناره‌گیری می‌کند و ریاست به دکتر آون هانت می‌رسد. در درازای این فصل رابطهٔ مردیت و شپرد عادی می‌شود. در پایان این فصل مشخص می‌شود که آون هانت به همسرش کریستینا خیانت کرده و یک رابطهٔ پنهانی داشته‌است بنابراین کریستینا از او بیزار می‌شود. در قسمت‌های پایانی این فصل آزمون بورد تخصصی دکترها انجام می‌شود که تمامی دکترهای بیمارستان سیاتل گریز مرسی وست قبول می‌شوند به جز دکتر آوریل کپنر. در قسمت پایانی این فصل یک حادثهٔ سقوط هواپیمای دکترها رخ می‌دهد که در طی آن دکتر لکسی‌گری کشته می‌شود و دکتر مارک اسلون به شدت زخمی می‌شود.

### فصل نهم
قسمت‌های ابتدایی این فصل به حوادث پس از سقوط هواپیما می‌پردازد؛ مارک اسلون پس از مدتی بیهوشی سرانجام می‌میرد، کریستینا که به شدت تحت تأثیر حادثهٔ سقوط هواپیما است بهبودی پیدا می‌کند دکتر هانت را ترک می‌کند و به بیمارستانی دیگر می‌رود ولی هنوز هم با مردیت از راه اینترنت رابطه دارد. شپرد در حادثهٔ هواپیما از ناحیهٔ دست صدمه دیده و موقتاً نمی‌تواند عمل کند. همچنین دکتر تورس مجبور می‌شود پای همسر خود دکتر آریزونا رابینز که در این حادثه به‌شدت آسیب دیده‌است را قطع کند، رابطهٔ این دو به‌شدت تحت تأثیر این موضوع قرار می‌گیرد و در پایان فصل آریزونا به تورس خیانت می‌کند. در این فصل همچنین درک و مردیت صاحب فرزند می‌شوند و نام او را بیلی می‌گذارند در پایان فصل دکتر ریچارد وبر دچار حادثهٔ برق‌گرفتگی می‌شود.

### فصل دهم
فصل دهم این سریال روز ۲۶ سپتامبر سال ۲۰۱۳ میلادی، برابر با ۴ مهر ماه سال ۱۳۹۲ ه‍.ش از شبکهٔ ای‌بی‌سی آمریکا پخش شد. این فصل پیرامون مشکلات بیمارستان است. دکتر هانت و کریستینا پس از طلاق همچنان به رابطهٔ خود ادامه می‌دهند. اپریل به درخواست ازدواج متئو جواب مثبت می‌دهد ولی روز عروسی با جکسون از کلیسا بیرون می‌رود و با او ازدواج می‌کند. رابطهٔ الکس و جو جدی‌تر می‌شود. در قسمت‌های پایانی شوک دیگری به بیننده‌ها وارد شد، ساندرا اوه (کریستینا) در پایان این فصل سریال را ترک کرد، کریستینا پیشنهاد دکتر پریستون برک را می‌پذیرد و به بیمارستان او می‌رود.
همچنین در پایان فصل شخصیت نویی به نام دکتر مگی پیرز که در واقع خواهر ناتنی مردیت است وارد سریال می‌شود؛ او دختر دکتر وبر و دکتر الیس‌گری مادر مردیت است.

### فصل یازدهم
فصل یازدهم همانند سایر فصل‌ها پیرامون مشکلات زندگی و کار و روابط و غیره می‌پردازد. نکتهٔ بسیار قابل توجه در این فصل مرگ دکتر شپرد می‌باشد. اگرچه که در قسمتی که درک شپرد دار فانی را وداع می‌گوید از او یک قهرمان همیشگی در ذهن‌ها باقی می‌ماند که به‌خاطر نجات جان مردم زندگی‌اش را فدا کرد ولی مسلماً نمی‌تواند رضایت علاقه‌مندان به این سریال را همراه داشته باشد. پس از قطعی‌شدن ترک پاتریک دمپسی (درک شپرد) هوادارن این سریال بسیار ناامید شدند و مراتب ناامیدی خود از شوندا ریمز و سایر عوامل سریال شدیداً اعلام کردند. تا آنجا که شبکهٔ ای‌بی‌سی از احتمال کنسل شدن همیشگی سریال گریز آناتومی به دلیل مرگ دکتر شپرد سخن گفت. اما در ۸ می سال ۲۰۱۵ کوین مک کید (ایفاگر نقش دکتر هانت و کارگردان بسیاری از قسمت‌های سریال) خبر از آماده شدن برای تولید فصل ۱۲ سریال داد. همچنین اکنون سخنانی مبنی بر اینکه احتمال دارد به دلیل واکنش منفی بی‌سابقهٔ طرفداران سریال شاهد این باشیم که درک شپرد به مجموعه بازمی‌گردد. در حقیقت شوندا ریمز در برابر فشارها اعلام کرد که درک را کشته‌است تا در قسمت‌ها آینده نحوهٔ کنار آمدن مردیت با آن را به تصویر بکشد و می‌خواهد سریالی نو و جاری داشته باشد تا یک سریال کلیشه‌ای. الن پومپئو (مردیت گری) بعدها در مصاحبه‌ای گفت، با توجه به شخصیت درک شپرد به عنوان فردی که عاشق خانواده‌اش است، تن‌ها راه حذف او از سریال مرگ این شخصیت بود، و به این شکل بیننده‌ها مطمئن خواهند بود که بازگشتی برای این شخصیت وجود نخواهد داشت.
پاتریک دمپسی (درک شپرد) در مصاحبه‌ای گفت که تا به امروز سکانس مربوط به مرگ درک و خدانگهداری او با سریال را ندیده‌است.

### فصل دوازدهم
بر اساس وعدهٔ شبکهٔ ای‌بی‌سی و همچنین اعلام رسمی وبگاه و فیسبوک این سریال، قرار است در ماه سپتامبر فصل دوازدهم این سریال پخش شود. وبگاه‌های مرتبط با این سریال از احتمال بازگشت دکتر یانگ با بازی ساندرا اوه به سریال خبر داده‌اند.
شاندا ریمز اشاره کرده که تعداد بازیگران این مجموعه بسیار زیاد شده و اکنون بازیگر نویی به مجموعه اضافه نخواهد شد.
این فصل به مشکلات مریدیت پس از درک می‌پردازد دکتر پنی بلیک که باعث مرگ درک شده بود به بیمارستان گری اسلون منتقل می‌شود و مریدیت توسط یکی از بیمارها مورد حمله قرار می‌گیرد و روزهای سخت و زیادی را مجبور به بستری در بیمارستان می‌شود. در آخر دکتر تورس به همراه دوست دخترش پنی به نیویورک رفته از سریال حذف می‌شود.

### فصل سیزدهم
بخش زیادی از این فصل به ماجرای ازدواج پیشین جو ویلسون می‌پردازد و اتفاقات بدی که پیرامون این موضوع برای الکس ایجاد می‌شود. ورود شخصیت نویی به نام مینیک که قصد دارد جای ریچارد را بگیرد باعث اختلاف میان بیلی و وبر می‌شود و شخصیت لیا مورفی که پیش‌تر سریال را ترک کرده بود برای چند قسمتی دوباره بر می‌گردد. همچنین رابطهٔ مریدیت با ریگز از ماجراهای قابل توجه این فصل است که در پایان با پیدا شدن خواهر هانت و استفا ادواردز این فصل به پایان می‌رسد.

### فصل چهاردهم
قسمت‌های اولیه به مشکلات خواهر هانت و برگشت ریگز و مگان به هم دیگه سپری می‌شود که عملی که مریدیت بر روی مگان انجام می‌دهد باعث برنده شدن او در هارپر آوری می‌شود. وامیلیا به صورت اتفاقی متوجه توموری در سرش می‌شود؛ پس از آن ازدواج هانت و امیلیا به هم می‌خورد. خواهر دلوکا هم وارد سریال می‌شود که متخصص زنان است. کپنر برای پر کردن جای جکسون شب‌های خود را با مستی و پارتی‌های مختلف می‌گذراند، در حالیکه جکسون و مگی به هم علاقه دارند. (تا قسمت ۲۴ پخش شد)

### فصل پانزدهم
پزشکان در یادبود گری اسلون برای یک موقعیت جدید رقابت می‌کنند. مردیث به ظاهر پریشان است و تلاش می‌کند تمرکز خود را حفظ کند، و مگی خود را نگهبان یک راز بزرگ می‌بیند در حالی که آملیا و اوون سعی می‌کنند رابطه خود را کشف کنند. در همین حال، ماه عسل جو و الکس دقیقاً طبق برنامه پیش نمی‌رود

### فصل شانزدهم
خطوط داستانی اصلی این فصل شامل محاکمه قریب‌الوقوع دکتر مردیت گری (الن پمپئو) اخراج شده اخیراً برای مبارزه با مجوز پزشکی و زندگی عاشقانه او با اندرو دلوکا (جاکومو جیانیوتی)، رزیدنت جراحی، است که شروع به اختلال می‌کند. به شیدایی دوقطبی

### فصل هفدهم
در بحبوحه همه‌گیری کووید-۱۹، پزشکان بیمارستان گری اسلون مموریال در تلاش برای نجات جان افراد هستند. مردیت گری، که کارگران خط مقدم را رهبری می‌کند، با ادامه مرگ بیمارانش بر اثر این ویروس، به‌طور فزاینده ای ناامید می‌شود.

### فصل هجدهم
مردیت پس از کمک به گری-اسلون تصمیم گرفت که خانواده اش را به همراه نیک به مینه سوتا منتقل کند تا اعتبار خود را برای برنامه اقامتی که در مرحله آزمایشی بود بازگرداند. اما مردیث یک تماس جراحی بدانجام داد، گری اسلون جراحان بیشتری را از دست داد و بیمارستان با کمبود شدید خون مواجه شد.

### فصل نوردهم
پس از شش ماه طولانی، Gray Sloan Memorial برنامه اقامت خود را بازگرداند. گروهی از کارآموزان جوان با استعداد و تلاشگر در حالی که جراحان حاضر در تلاش برای بازسازی برنامه به شکوه سابق خود هستند، استخدام شده‌اند.

## بازیگران
| بازیگر           | نقش             | توضیحات                                                    |
| ---------------- | --------------- | ---------------------------------------------------------- |
| الن پامپئو       | مردیت گری       | رزیدنت جراحی و نقش اول سریال که در ضمن راوی داستان نیز هست |
| ساندرا اوه       | کریستینا یانگ   | رزیدنت جراحی که یکی از دوستان نزدیک مردیت است.             |
| کاترین هیگل      | ایزی استیونس    | رزیدنت جراحی                                               |
| پاتریک دمپسی     | درک شپرد        | جراح مغز و اعصاب که عاشق مردیت است.                        |
| جاستین چمبرز     | الکس کارو       | رزیدنت جراحی                                               |
| تی آر نایت       | جورج اومالی     | رزیدنت جراحی                                               |
| جیمز پیکنز جی آر | ریچارد وبر      | رئیس بخش جراحی و جراح عمومی                                |
| چاندرا ویلسون    | میراندا بیلی    | جراح عمومی                                                 |
| سارا رامیرز      | کالی تورس       | جراح ارتوپد                                                |
| اریک دین         | مارک اسلون      | جراح پلاستیک                                               |
| جفری دین مورگان  | دنی دوکت        | عاشق ایزی استیونس است.                                     |
| بروک اسمیت       | اریکا هان       | جراح قلب                                                   |
| کوین مک‌کید       | اوون هانت       | جراح اورژانس                                               |
| چیلر لای         | لکسی گری        | رزیدنت جراحی و خواهر ناتنی مردیت                           |
| کیت والش         | آدیسون مونتگمری | پزشک زنان و زایمان                                         |
| ایسایا واشینگتن  | پرستون برک      | جراح قلب                                                   |
| جسیکا کاپشو      | آریزونا رابینس  | جراح اطفال                                                 |
| کیم راور         | تدی آلتمن       | جراح قلب                                                   |
| جسی ویلیامز      | جکسون آوری      | رزیدنت جراحی                                               |
| سارا درو         | آوریل کپنر      | رزیدنت جراحی                                               |
| E.R. Fightmaster |                 |                                                            |

### بازیگرانی که مجموعه را ترک کردند

#### ایسایا واشینگتن
در اکتبر ۲۰۰۶، بر سر صحنهٔ فیلم‌برداری واشینگتن به خاطر همجنسگرا بودن تی آر نایت به او توهین کرد. بعد نایت همجنسگرا بودنش را در رسانه‌ها فاش کرد. سپس اتحادیه جلوگیری از توهین به همجنسگرایان از واشینگتن خواست تا عذرخواهی کند. در ۷ جون ۲۰۰۷، شبکه ای‌بی‌سی اعلام کرد که تصمیم گرفته تا قرارداد واشینگتن را تمدید نکند. واشینگتن اعلام کرد که از این تصمیم شبکه «متأسف» شده‌است. او گفت اگر از او می‌خواستند تا نقش کوچکی در سریال ایفا کند، او این کار را می‌کرد. در قسمتی از این سریال که در تاریخ ۹ می ۲۰۰۸ پخش شد، از عکس وی استفاده شد. بعد از روی آنتن رفتن این قسمت، پیتر نلسون وکیل مدافع واشینگتن به ای‌بی‌سی و اس‌ای‌جی اعلام کرد که این کار آن‌ها غیرقانونی بوده‌است. هاوارد براگمن، ناشر وی به خبرنگاران گفت: «آن‌ها حق داشتند تا از نام و یاد این شخصیت در سریال استفاده کنند، ولی نمی‌توانستند عکس او را نشان بدهند» و ادامه داد که این مسئله، به صورت مالی حل خواهد شد.

#### بروک اسمیت
در ۳ نوامبر ۲۰۰۸ اعلام شد که وی این مجموعه را ترک خواهد کرد. شاندا ریمز بعداً توضیح داد که «متأسفانه ما تا همین الآن هم با سحر و جادو برای نقش او نوشتیم و این شخصیت زیاد نمی‌تواند در آناتومی گری بماند». برخی گمانه‌زنی‌ها مبنی بر این بود که به‌خاطر همجنسگرا بودن شخصیت اریکا هان، او این مجموعه را ترک کرده، ولی او خودش بعداً توضیح داد که «اتفاقاً از این که او هم‌جنسگرا بوده خیلی خوشحال شده و از این که از مجموعه کنار گذاشته شده، خیلی شوکه شده‌است.»

#### تی آر نایت
در ۲۷ می ۲۰۰۹ ای! آنلاین اعلام کرد که تی آر نایت دیگر در فصل ششم آناتومی‌گری بازی نمی‌کند. نایت به خاطر عدم پیشرفت شخصیتش و این که در سریال کم‌تر به کار گرفته می‌شد، ناراحت شده و قراردادش را با شبکه فسخ کرده‌است. هواداران حدس می‌زدند که به خاطر آسیب شدیدی که در پایان فصل به صورت وی وارد شد، بازیگر دیگری جایگزین وی خواهد شد؛ ولی پتی لی سردبیر روزنامه نیویورک تایمز اعلام کرد که دکتر جرج اومالی مرده‌است. بعد از آن در ۱۷ جون ۲۰۰۹ این خبر به‌طور رسمی تأیید شد.

#### کاترین هیگل
در ۱۱ مارس ۲۰۱۰ گزارش شد که کاترین هیگل دیگر به آناتومی‌گری بازنمی‌گردد. قسمتی که در ۲۱ ژانویه ۲۰۱۰ پخش شد، آخرین حضور شخصیت ایزی در این سریال بود. سپس او در ۲۴ مارس ۲۰۱۰ به‌طور رسمی از این مجموعه خارج شد. او دلیل این تصمیمش را «تمرکز روی خانواده و فرزندش» اعلام کرد.

#### چیلر لای
لکسی‌گری با بازی چیلر لای در پایان فصل هشتم سریال در اثر حادثه سقوط هواپیما کشته می‌شود و سریال را ترک می‌کند.

#### اریک دین
دکتر مارک اسلون با بازی اریک دین در ابتدای فصل نهم در اثر جراحات ناشی از حادثه سقوط هواپیما پس از مدت‌ها بیهوشی سر انجام می‌میرد و سریال را ترک می‌کند.

#### ساندرا اوه
ساندرا اوه در فصل دهم از این سریال جداشد، شوندار ریمز، طراح و سرپرست نویسندگان این سریال قول داده‌است کریستینا «به شکلی که شایسته این شخصیت است» از سریال خارج شود.

#### پاتریک دمسی
در فصل ۱۱ دکتر شپرد (پاتریک دمسی) در یک تصادف رانندگی به یک بیمارستان کوچک منتقل می‌شود و در آنجا به دلیل عدم توجه و بی‌تجربگی دکترها مرگ مغزی و می‌میرد. بعدها گفته شد که پاتریک دمسی بازیگر این نقش عنوان کرده بود که «به‌طور کلی قصد ادامه بازیگری ندارد و می‌خواهد بازیگری را کنار بگذارد».

## استقبال
این سریال از نظر جذب تماشاگر بسیار موفق بوده‌است. قسمت اول این سریال ۱۶٫۲۵ میلیون بیننده داشت. فصل اول سریال به‌طور میانگین ۲۲٫۲۲ میلیون بیننده داشت. این سریال به صورت میانگین در ایالات متحدهٔ آمریکا ۱۸ میلیون بیننده دارد. از این رو این سریال، یکی از پربیننده‌ترین سریال‌های این دهه می‌باشد.

### جوایز
آناتومی‌گری برندهٔ جوایز متعددی شده‌است. سه بار موفق به دریافت جایزه امی شده‌است. در سال ۲۰۰۶ کارگردانان این سریال برندهٔ جایزهٔ بهترین سریال درام شدند. در سال ۲۰۰۷، کاترین هیگل برندهٔ جایزهٔ بهترین بازیگر زن درام شد. در سال ۲۰۱۰ آن‌ها موفق به دریافت جایزهٔ بهترین گریم برای سریال تک‌دوربینه شدند. ساندرا اوه و چاندرا ویلسون هر کدام به ترتیب در سال‌های ۲۰۰۶ و ۲۰۰۷ برندهٔ جایزهٔ بهترین بازیگر زن درام در جشنواره گلدن گلوب شدند. این سریال در جشنواره‌های متعدد دیگر برندهٔ جایزهٔ بهترین سریال درام سال شده‌است.
امی
- ۲۰۰۶- بهترین سریال درام ا
- ۲۰۰۷- برندهٔ بهترین بازیگر نقش مکمل زن برای کاترین هیگل
- ۲۰۱۰- بهترین گریم برای سریال تک دوربینه

گلدن گلوب
- ۲۰۰۶- برنده بهترین بازیگر نقش مکمل زن درام برای ساندرا اوه
- ۲۰۰۷- نامزد بهترین سریال درام
- ۲۰۰۷- برنده بهترین بازیگر نقش مکمل زن درام برای چاندرا ویلسون
- ۲۰۰۸- نامزد بهترین بازیگر نقش مکمل زن درام برای کاترین هیگل

## توزیع

### توزیع دی‌وی‌دی
«مؤسسهٔ خانگی والت دیزنی» مسئولیت پخش دی‌وی‌دیهای این سریال را بر عهده دارد. هم‌چنین سریال بر روی بلو-ری نیز عرضه می‌گردد.

### پخش
آناتومی‌گری هم‌اکنون از شبکهٔ ای‌بی‌سی شنبه‌ها و یکشنبه‌ها پخش می‌شود. هم‌چنین شبکهٔ لایف تایم نیز این سریال را پخش می‌کند.

### بازی ویدئویی
در ژانویهٔ ۲۰۰۸ شرکت گیم‌لافت بازی این سریال را برای موبایل عرضه کرد. هم‌چنین در مارس ۲۰۰۹ بازی این سریال برای کنسول‌های وی، نینتندو دی‌اس و کامپیوتر توسط شرکت ای‌بی‌سی عرضه شد.

### اقتباس از این سریال
در می ۲۰۰۹ کمپانی The CW اعلام کرد که قصد دارد تا سریالی با موضوع درام پزشکی بسازد. هم‌چنین کمپانی تلموندو سریالی با اقتباس از آناتومی‌گری ساخته که هم‌اکنون در کشور کلمبیا پخش می‌شود.